# Собор Апостола Петра (Вик)
Собор Апостола Петра (исп. Catedral de San Pedro de Vic) — кафедральный собор католической епархии Вика, расположенный в центре исторической зоны города Вик, Испания.

## История
Сообщения о главном храме епирхии Вика, посвященном апостолу Петру, относятся ещё к IX веку, когда его здание перестроил епископ Ато. В первой половине XI века при аббате-епископе Олибе собор был вновь перестроен, став основой для современного кафедрального собора. Подвергнутый в последующие века ещё ряду перестроек, в настоящее время собор Сан-Пере-де-Вик представляет собой смесь стилей, от романского до неоклассического. Колокольня выполнена в романском стиле, крытая галерея в готическом стиле, капелла святого Бернарда — в стиле барокко. В последний раз собор был перестроен и увеличен в 1781—1803 годах в неоклассическом стиле.

27 июня 1893 года папа Лев XIII присвоил собору апостола Петра звание малой базилики.

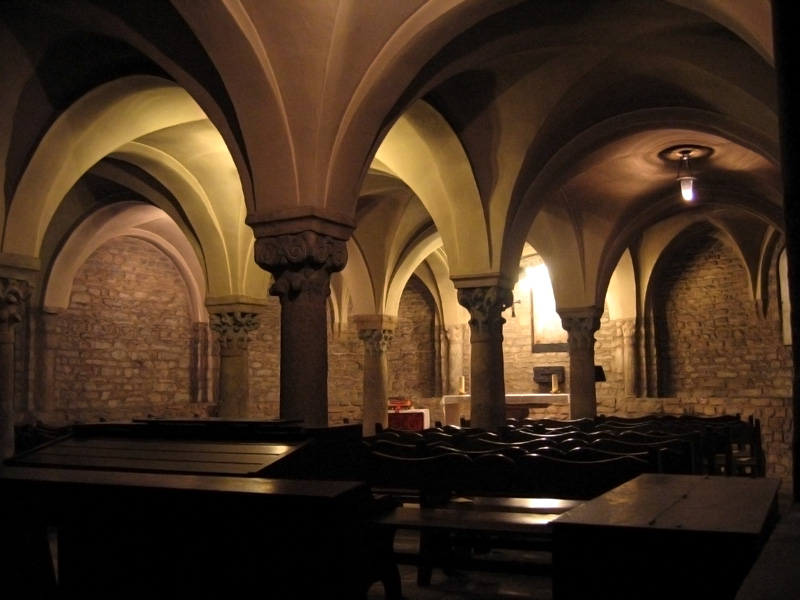
Крипта
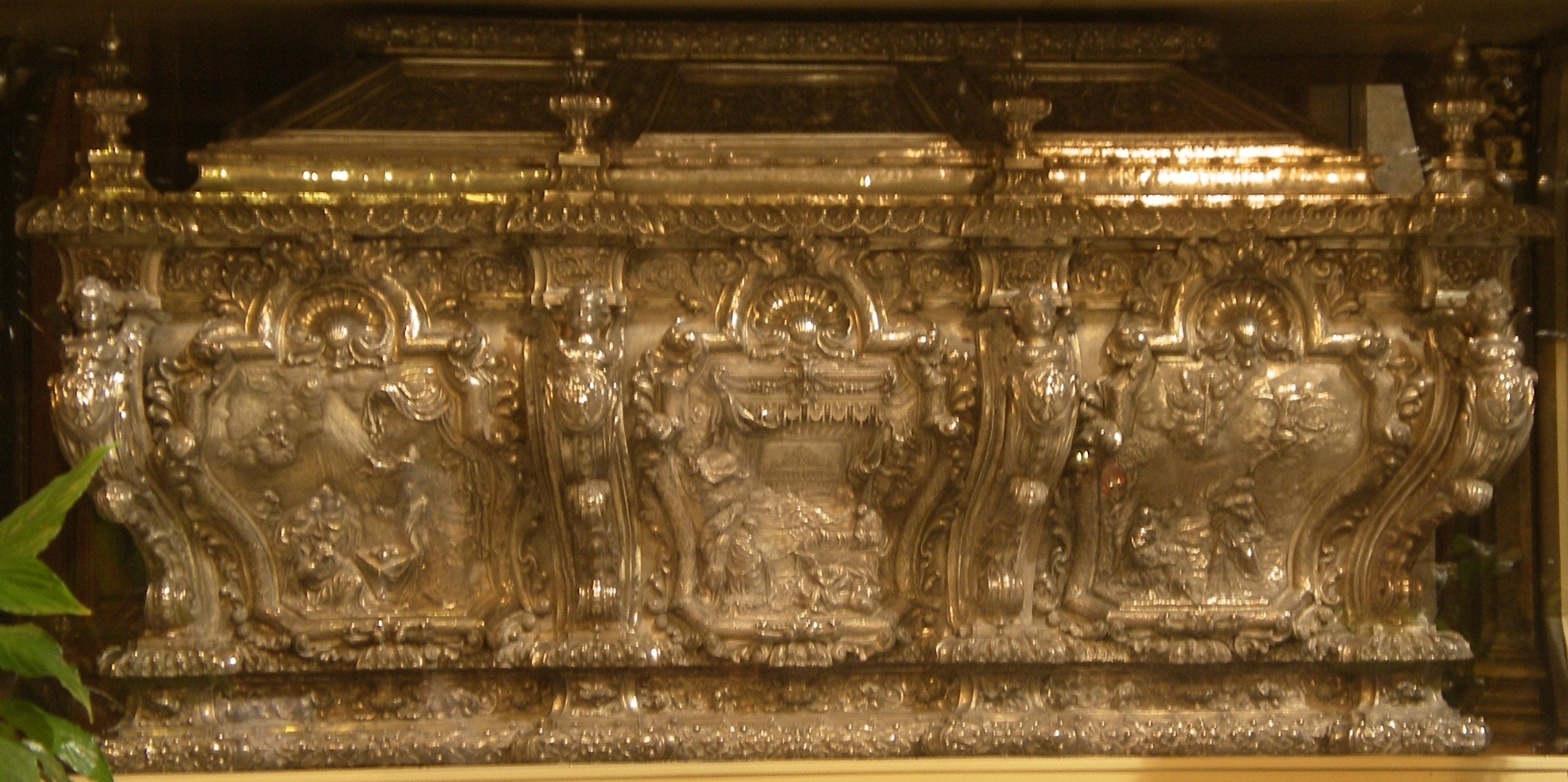
Урна с прахом Жоана Матона
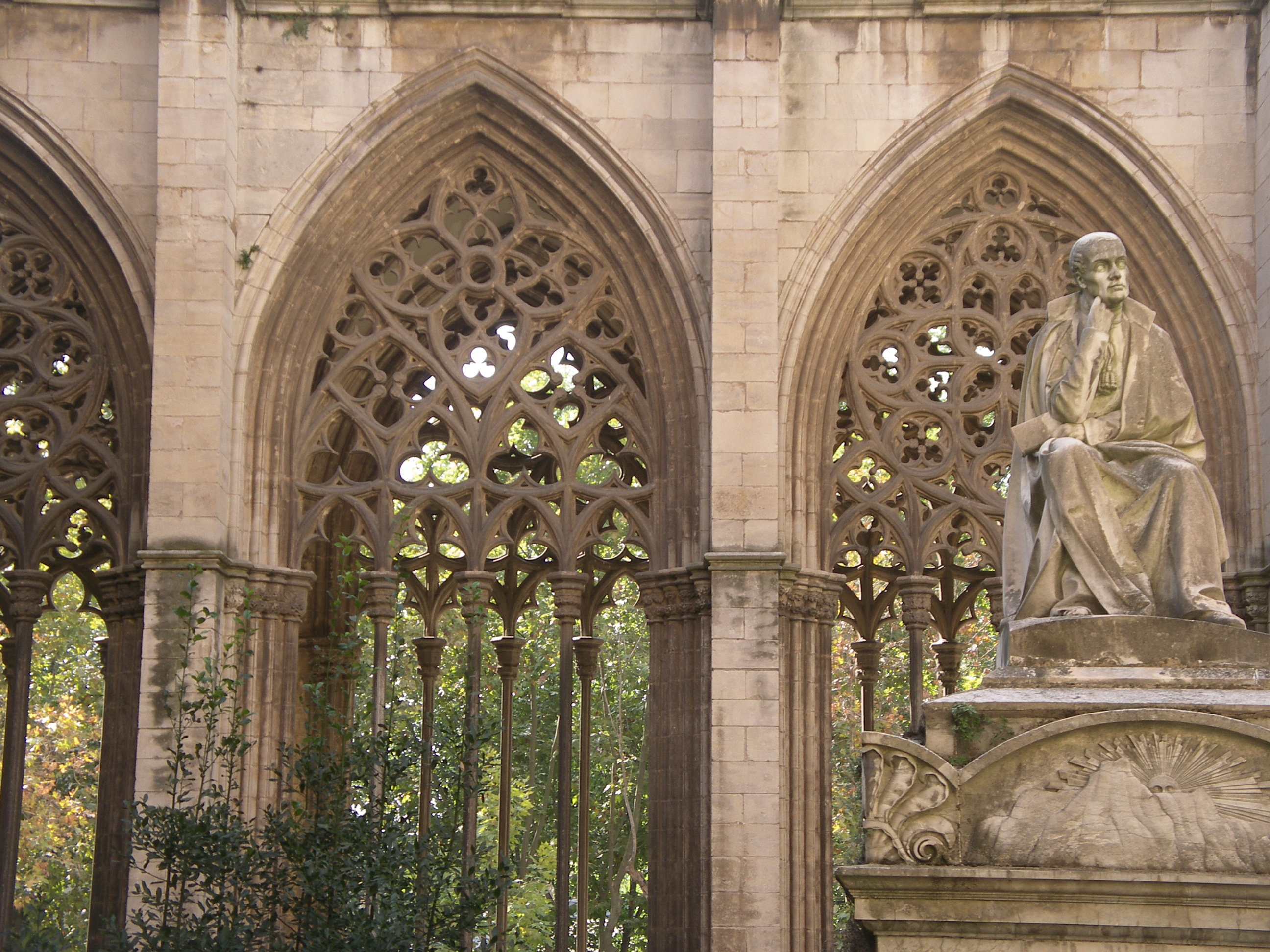
Внутренний двор в готическом стиле, галерея гробница Бальмеса